# هنريك شترايتمان
كان هنريك ستيفان شترايتمان (اسمه الأول أيضًا هنريك ست وإينريك وهنراي وهنري، 1873- تقريبًا 30 مارس 1950) صحفيًا ومترجمًا وشخصية سياسية رومانية اجتازت الطيف السياسي من الاشتراكية إلى أقصى اليمين. بصفته فيزيائيًا وناشرًا ومعلقًا اجتماعيًا، كان شترايتمان في سنوات شبابه ممن يروجون لأفكار الاصطفاء الطبيعي وأيضًا مترجمًا للأدب الماركسي والطبعاني. مع نيله الاحترام على كل من اطلاعه ومواقفه الجدلية، اعتبر شترايتمان شخصية مثيرة للجدل بسبب تقلباته وتورطه في فساد مزعوم. مع تعرضه أغلب الأوقات لمشكلات مادية، أنشأ شترايتمان مجلات دورية عديدة قصيرة الأجل، وانخرط في المناظرات السياسية والثقافية منذ عام 1889 حتى وفاته.
بصفته يهوديًا رومانيًا، تخلى شترايتمان عن اليهودية لأسباب سياسية. وعاد وتبناها في أعقاب حادثة وفاة ضمن أسرته، على الرغم من أنه استمر في الإعلان عن لا أدريته في مقالاته التي كتبها في الثلاثينيات من القرن العشرين. كان شترايتمان قد ترك الاشتراكية خلفه من قبل في عام 1916 وتقارب مع الحزب الليبرالي الوطني وعمل إلى جانب إيون جي دوكا وكونستانتين بانو. أيد شترايتمان الحلفاء خلال المراحل الأولى من الحرب العالمية الأولى ونتيجة لذلك تعرض للاعتقال من قبل الجيش الألماني في أعقاب احتلاله لرومانيا الجنوبية. أُرسل شترايتمان كرهينة إلى رومانيا، إلا أنه أطلق سراحه مع نهاية عام 1917، وعند عودته إلى بوخاريست عمل مع الصحافة الألمانوفيلية وأيد معاهدة بوخاريست 1918. استُثمر هذا النشاط المثير للجدل ضده من قبل خصومه السياسيين على امتداد فترة ما بين الحربين.
كان شترايتمان عند عودته إلى الحياة العامة في العشرينيات من القرن العشرين معاديًا للشيوعية بصورة رئيسية. وانضم إلى حزب الشعب اليميني وأمضى فترتين كعضو في مجلس شيوخ رومانيا حيث مثل بوكوفينا، وضمن هذا السياق أيد بصورة علنية تحالفًا رومانيًا بولنديًا ضد الاتحاد السوفييتي. مع توظيفه أيضًا كمستشار من قبل وزارة الشؤون الخارجية، لفت الأنظار إلى تحالفه الوثيق مع الوزير الاسمي، نيكولاي تيتوليسكو. وفي خطوة مناقضة، كانت لشترايتمان ارتباطات بشخصيات من اليمين الروماني، من بينهم أوكتافيان جوغا وبامفيل سيكارو، وانضم في نهاية المطاف إلى الحرب الزراعي الوطني في عام 1932. غير أن صعود معاداة السامية في الثلاثينيات من القرن العشرين علق مسيرته السياسية.
اتجه شترايتمان إلى التواطؤ مع الدكتاتورية الفاشية العسكرية ليون أنتونيسكو خلال الحرب العالمية الثانية ليصبح رئيس المكتب اليهودي المركزي. على الرغم من تعرضه لانتقادات عنيفة من البروباغاندا الأنتونيسكية بصفته عمودًا يهوديًا للنظام، نال شترايتمان الثقة لصلاته القديمة مع جوغا، وفُحص من قبل ألمانيا النازية. ألبته هذه المهمة ضد من لم يتواطؤوا مثل إيه إل زيسو الذي استاء من مناشداته للامتثال. مع تهميشه في نهاية المطاف في شهر ديسمبر من عام 1942، نجى شترايتمان من الحرب لبضع سنوات. وخلافًا لجينغولد، لم يمثل شترايتمان على الإطلاق أمام محاكم الشعب الرومانية. ومع نسيانه تدريجيًا حتى وفاته في عام 1950، نجى عبر واحد من أبنائه، ماكس رادو، الذي كان قد عمل كمحام لأبطال القضايا اليسارية وأتيحت له فرصة الحصول على مسيرة مهنية ثانية كعازف موسيقى كلاسيكية.

## سيرة حياته

### النشأة
كان شترايتمان من سكان بلدة بياترا نيامتس، التي تقع في مولدافيا الغربية الجبلية. ولد شترايتمان على الديانة اليهودية، وشأنه شأن معظم اليهود الرومان الذين عاشوا قبل العام 1920، لم يكن من اليهود المحررين، ولم يكن مؤهلًا بعد لنيل الجنسية الرومانية، في وقت لاحق من حياته، رفض شترايتمان أن يشار إليه بمصطلح «من بني إسرائيل»، الذي كان يرى فيه مصطلحًا يعبر عن تلطيف لغوي منمق. وفقًا لعريفاته الخاصة، كان والد شترايتمان «واحدًا من أبرز رجال بلدتنا المثقفين». حين كان شترايتمان يبلغ من العمر 5 سنوات، استضافت أسرته فيلفل زبارجير، أحد المغنين المتجولين، الذي ترك حضوره أثرًا قويًا داخل هنريك، وبعد ذلك بفترة قصيرة، طرد زبارجير من الممالك المتحدة لنشره قصيدة «تنتقد الظلم في البلاد». تلقى شترايتمان الشاب دروسًا خصوصية في اللغتين الألمانية والفرنسية من الكونت جورافسكي الذي كان لاجئًا بولنديًا. وكما سيذكر شترايتمان بعد عقود، كان جورافسكي «شامل المعرفة وشديد التسامح» عالمًا مبتدئًا قدم لطلابه، وللمولدافيين على وجه الإجمال، اللاماركية والداروينية.
مع تسجيله في المدرسة الثانوية، بدأ شترايتمان أيضًا بالاهتمام بالسياسة وكان مقربًا من الحركة الاشتراكية الناشئة للطلاب في مملكة رومانيا التي كانت قد تشكلت حديثًا. تشير مدونة في مجلة رامبا في عالم 1936 إلى بروز شترايتمان في عام 1888 حين نشرت صحيفة ترايان ديميتريسكو ريفيستا أولتيانا مقالات الرجل الشاب. في عام 1889، بدأ شترايتمان بالتعامل مع مجلة جارابيت إبرايليانو سكوالا نوا، إذ ظهرت مقالاته إلى جانب مقالات الاشتراكيين الشبان إيزابيلا آندريه وبانايت موسويو ورايكو لونيسكو ريون. كانت مقالاته تغطي أنواعًا واسعة من المواضيع، إذ قدمت إلى الشعب الروماني تطورات السوسيولوجيا والعلوم الصحيحة والفيلولوجيا. وباعتباره الوحيد الذي كان يتحدث اللغة الألمانية، كان البعض يفترض أن شترايتمان هو كاتب المقالات التي كانت توقع باسم تشيليانو (كان البعض الآخر يعتقد أن هذا كان الاسم المستعار لإبرايليانو). كانت كل من المقالات مجهولة المؤلف والمقالات الموقعة باسم شترايتمان تناقش فروقات بين الطبعانية الأدبية والواقعية، والجدل بين الطبعانية و«البرنوغرافيا» في الثمانينيات من القرن التاسع عشر. أتم الكاتب الشاب تعليمه في الخارج، ونال تدريبًا في مجالات عديدة. درس الفيزياء والكيمياء في جامعة غوتينغن وزيوريخ وبرلين ومن ثم في كلية شتوتغارت التقنية.
في شهر يوليو من عام 1889، ادعت صحيفة سوزيالديموكرات أن شترايتمان «الجبان وعديم الشخصية تمامًا» كان مخبرًا للشرطة «لكي يحمي نفسه من طرد محتمل». تشير أقاويل إلى أنه بسبب تقاريره حوكم منظم ماركسي، إدوارد فوكس، من قبل مملكة فورتمبيرغ. على امتداد هذه الفترة الفاصلة كمهاجر، واصل شترايتمان إرسال مقالاته إلى سكوالا نوا، قبل أن ترضخ للضغوط في نهاية المطاف في شهر مايو من عام 1890. في ألمانيا، كان شترايتمان زميلًا جامعيًا للعديد من المفكرين الرومانيين البارزين من مختلف الأطياف السياسية: باربو برانيشتيانو وجورجي جي لونغينيسكو وسيميون ميهيدينتي وأليكساندرو تزيغارا ساموركاس وغيرهم. وسافر أيضًا خارج أوروبا الوسطى واستمع إلى محاضرات في الفلسفة في جامعة روما. وفقًا للأكاديمي ماريان بيتكو، يبقى من غير الواضح إذا ما كان شترايتمان قد تخصص في أي فترة من حياته في أي فرع محدد. تشير سجلات أخرى إلى أن شترايتمان نال في خاتمة المطاف دكتوراه في علم الكيمياء الفيزيائية وشهادة في الفلسفة.
تشمل أولى مساهمات شترايتمان في الصحافة الثقافية أيضًا لمحة تعريفية عن الشاعر ميهاي إيمينيسكو نُشرت في شهر يونيو من عام 1891 في الصحيفة الليبرالية الراديكالية رومانول. وتشير الأقاويل إلى أن الظهور الأول الكامل للكاتب الشاب كان في عام 1894، حين ساهم بصورة منتظمة في صحيفة رومانول ذاتها. إلا أنه كان قد انضم بحلول تلك الآونة إلى حلقة سوتير للاشتراكيين في بوخاريست وبدأ بالمساهمة في المجلة الاشتراكية مونكا. وكان ثمة بين زملائه صحافية، راشيل فيرمونت، التي أصبحت زوجته. أتم الثنائي سوية ترجمات للأدب العلمي والعلموي ونشروها. في عام 1894، نشر هنريك وراشيل شترايتمان المجلد الأول من كتاب ماكس نورداو الانحطاط. أنجب الثنائي صبيًا (سمي ماكس رادو شترايتمان) في شهر سبتمبر من عام 1895، وأعلن عن ذلك في صحيفة لوبتا، التي أشارت أيضًا إلى أن هنريك كان في تلك الفترة كاتبًا دائمًا في صحيفة تارا.
بصفته ناقدًا تقليديًا، تحدث ياري تشندي عن عمل شترايتمان كجزء من ظاهرة «الترجمة اليهودية» التي كانت قد شغلت حيزًا ثقافيًا في رومانيا في نهاية القرن، وأشار أيضًا إلى إلى مساهمات مشابهة من قبل سانييل جروسمان وأدولف ستيرن وآي هوسار. حدد شيندي نورداو كمرجع رئيسي لليهود الناشطين في الأدب الروماني، «أشبه بشخصية الأب لليهود الرومان». في دراستهم التمهيدية لكتاب الانحطاط، أشار الثنائي شترايتمان إلى صلات بين نورداو والاشتراكية، إلا أنهما أدخلا حواش تزعم بأنها تصحح اختلافات المؤلف مع الماركسية. بعد عام، عاد الثنائي الأدبي بنسخة من كتاب أوغست بيبيل المرأة.
نال عمل شترايتمان بصورة سريعة اعترافًا في مهنة الأدب، ونوقش من قبل كونستانتين ستاماتين نازون في مقاله لعام 1894 بروفيلوري («لمحات تعريفية»). وكما حاجج مؤرخ الصحافة جي براتيسكو، أثار شترايتمان إعجاب كبار الصحافة الرومانية وأثر عليهم من خلال أسلوبه «الدقيق والخبيث والساخر والشكاك والمتسامح في أغلب الأحيان». علاوة على ذلك، كتب براتيسكو أن شترايتمان كان «واسع الاطلاع» وقارئًا متمكنًا لكل من الأدب الديني والدنيوي.